# Sabrina Spellman
Sabrina Victoria Spellman es el nombre del personaje protagonista en la serie de cómics Sabrina the Teenage Witch, perteneciente a la editorial Archie Comics. Sabrina fue creada por el escritor George Gladir y el artista Dan DeCarlo, apareció por primera vez en un cómic de Archie titulado Archie's Mad House #22 publicado en octubre de 1962.
Ella es representada en algunas versiones como una joven mitad bruja y mitad mortal, en la versión de The Chilling Adventures of Sabrina también es parte demonio y Celestial.

## Creación
Sabrina debutó en el cómic Archie's Madhouse (el logo a veces se leía como Archie's Mad House) número 22 (octubre de 1962). Creada por el escritor George Gladir y el artista Dan DeCarlo, apareció por primera vez en la historia principal de esa antología de humor (con el logotipo luego se deletreaba "Teen-Age"), y finalmente se convirtió en uno de los personajes principales de Archie Comics, apareciendo en una serie animada y una comedia de situación televisiva. Gladir recordó en 2007:

Creo que ambos lo imaginamos como un one-shot y nos sorprendimos cuando los fans nos pidieron más. Continuamos haciendo historias de Sabrina dentro y fuera de Mad House hasta 1969 cuando nos quedamos boquiabiertos al escuchar que se volvería [serie de televisión] animada. Cuando llegamos a nombrar a Sabrina decidí nombrarla por una mujer que recordé de mis días de escuela secundaria... que era muy activa en asuntos escolares y que asignó a varios de nosotros para entrevistar a personas en los medios. Además, el nombre de la mujer tenía en este un aire a Nueva Inglaterra. Algunos años después recordé que el nombre de la mujer no era Sabrina, sino en realidad Sabra Holbrook.

## Biografía
Al comienzo, Sabrina fue concebida por sus dos tías, Hilda y Zelda Spellman, a partir de una poción mágica que salió mal. Sin embargo, más tarde este hecho fue retro-actualizado por la sitcom de 1996 indicando que Sabrina es una "media bruja" (su madre es una humana común o "mortal" como las brujas se refieren a ellos, mientras que su padre es un brujo). Ella vive con Hilda y Zelda (ambas brujas) en el pueblo ficticio de Greendale que se encuentra en algún lugar cerca de Riverdale, pueblo y hogar de Archie Andrews, mientras su padre está lejos. También está el gato Salem, viviendo con las tres mujeres como mascota de la familia. En las historias de los cómics originales, Salem era el típico gato de bruja que no hablaba. Sin embargo, la sitcom de 1996 introdujo la idea de que este fuera un brujo llamado Salem Saberhagen, el cual fue convertido en gato como castigo por sus intentos de dominación mundial.
La mayoría de las aventuras de Sabrina consisten en que ella intenta usar sus poderes en secreto para ayudar a los demás (las brujas generalmente no pueden contarle a los mortales sus capacidades o su existencia) o lidiar con las pruebas diarias de ser una adolescente. Un tema recurrente en sus historias es que ella aprende más sobre el uso correcto de sus poderes, ya sea a través de sus tías o viajando a una dimensión mágica que es el hogar de varias criaturas mágicas/mitológicas, incluidas otras brujas. Se dan varios nombres a esta dimensión; los cómics de mediados y finales de la década de 2000 se refieren a este sitio como el "Reino Mágico", mientras que la comedia de imagen real de 1996 se refiere a este como el "Otro Reino". Estas aventuras incluso contenían momentos en los que Sabrina tenía que actuar como superhéroe en ocasiones.
El principal interés amoroso de Sabrina es su novio mortal llamado Harvey Kinkle, quien como casi todos los demás mortales en el mundo de Sabrina, desconoce que su novia es una bruja.

## Otras versiones

### Afterlife with Archie
Sabrina Spellman aparece en el primer número de Afterlife with Archie donde resucita al perro Hot Dog de entre los muertos para Jughead. Esto comienza el apocalipsis zombi en Riverdale. Más tarde aparece en el número 6, donde se ve obligada a convertirse en la novia de Cthulhu.

### Archie vs. Predator
En el cómic crossover entre Archie y Predator, Betty y Veronica van a la casa de Sabrina para pedir ayuda cuando el asesinato de Pop Tate por parte de un Predator está conectado a un cuchillo que Betty encontró en sus vacaciones de primavera. Cuando Sabrina intenta ejecutar el hechizo, el Predator salta a su casa y la asesina a ella y a Salem. Cuando la policía viene a verificar el asesinato, la casa desaparece y la policía se convierten en cabras.

### Chilling Adventures of Sabrina
Sabrina Spellman es la protagonista del cómic Chilling Adventures of Sabrina ambientado en el pueblo Greendale, cerca de Riverdale.

## En otros medios

### Películas y series de animación

#### Filmation
Sabrina apareció por primera vez en un segmento de la serie The Archie Comedy Hour producida por Filmation en 1969. Más tarde apareció en su propia serie de media hora de Filmation en 1971, Sabrina the Teenage Witch. Aquí es creada por Hilda y Zelda Spellman a partir de pociones mágicas con el agregado accidental de cosas de adolescentes, debido a que Zelda se tropezó con estas.
El programa animado abría con: "Erase una vez, tres brujas que vivían en la pequeña ciudad de Riverdale. Dos tías, Hilda y Zelda están eligiendo los ingredientes para crear una bruja malvada pero Hilda accidentalmente añadió cosas de chicas hermosas como ingrediente extra. Así nació la bruja adolescente más guapa, tiene el pelo blanco con una diadema color rosa y ojos azules, lleva un vestido azul con un cinturón y zapatos negros, le encanta divertirse y luchar contra las fuerzas malvadas usando sus poderes mágicos".
Sabrina también formaría parte de la serie animada del año 1977 conocida como "The New Archie and Sabrina Hour".

#### DIC Entertainment
Una Sabrina de 12 años apareció como protagonista en Sabrina: The Animated Series (1999–2000), producida por DIC Entertainment. Esta serie animada se promocionó como un spin-off de la serie con actores reales de 1996 y tomó prestados ciertos elementos de la misma, pero se estableció en una continuidad alternativa más cercana a la de los cómics originales, ya que contradecía la premisa de la sitcom donde Sabrina no sabía nada sobre la magia antes de cumplir dieciséis años.
En esta versión animada donde ella es mitad mortal y mitad bruja, las únicas personas que conocen su secreto son sus tías adolescentes también brujas Hilda y Zelda, su tío Quigley, su mejor amiga Chloe y su gato Salem (un hechicero condenado a vivir en el cuerpo de un gato por el Consejo de Brujas). A pesar de las precauciones que el tío Quigley le ha dado a Sabrina acerca de no utilizar magia para resolver sus problemas, Sabrina siempre lo desobedece.
Fue continuada por la película Sabrina: Friends Forever de 2002 basada en la serie, y una serie secuela Sabrina's Secret Life (2003–2004), también producidas por DIC.

### Películas y series con actores reales

#### Sabrina: The Teenage Witch(1996–2003)

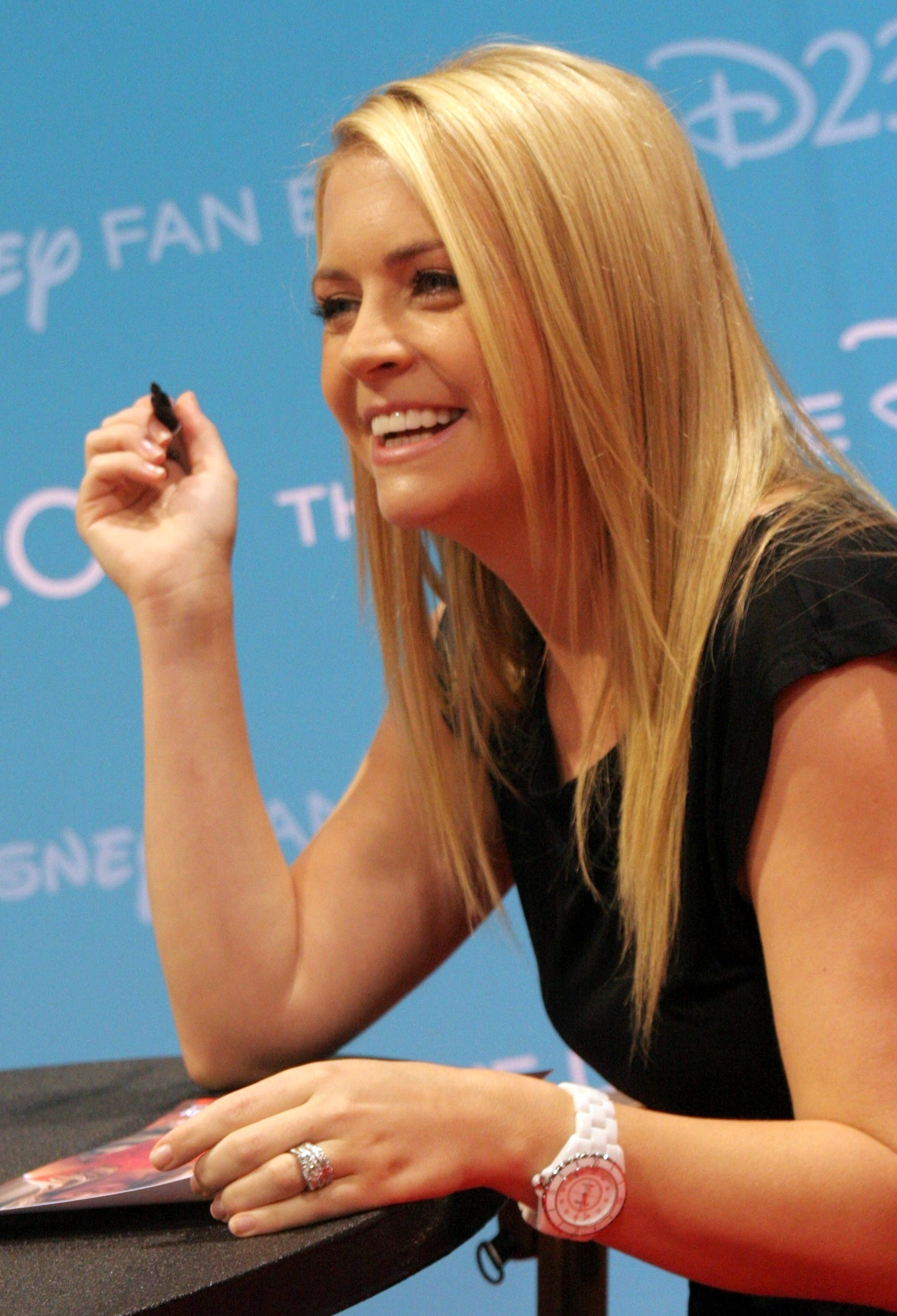
Melissa Joan Hart, quien da vida a Sabrina en la versión de imagen real de 1996.

En 1996, una película para televisión con actores reales llamada Sabrina the Teenage Witch se estrenó por Showtime, protagonizada por Melissa Joan Hart. Esta película dio paso a la producción de la serie de televisión de imagen real homónima, Sabrina the Teenage Witch que se estrenó más tarde en ese mismo año por ABC y duró siete temporadas hasta 2003.
En la primera serie con actores reales estrenada para la cadena ABC (y Nickelodeon en Hispanoamérica), Sabrina es una adolescente que ha vivido casi toda su vida con sus tías Hilda y Zelda Spellman junto a Salem Saberhagen, un mago convertido en un gato parlanchín después de haber sido castigado por querer dominar el mundo. Sabrina y su familia reside en Westbridge, Massachusetts, Estados Unidos. Esta versión es una comedia adolescente que mezcla problemas de jóvenes adolescentes con algo de magia.
La serie comienza en el día en que Sabrina cumple 16 años e ingresa a preparatoria, donde conoce a Harvey Kinkle y Jennifer "Jenny" Kelley. Ella desconoce totalmente sus habilidades de brujería, por lo que sus tías se lo informan esa misma tarde, al paso del tiempo Sabrina logra adaptarse después de negarse a ser bruja, e incluso le llega a gustar, sin embargo se ve obligada a ocultarlo de sus amigos y de su novio. Sabrina también descubriría la razón de vivir con sus tías ya que su padre (Edward Spellman) es un brujo que vive dentro del "Libro mágico" y su madre (Diana Spellman) es una mortal que no puede ver, pues terminaría por convertirse en una bola de cera.
A medida que avanza la serie, Sabrina tiene que lidiar con Libby Chessler, Willard Kraft y Roland como los principales antagonistas. En la historia de esta serie también hay una maldición familiar en la que cada miembro de la familia Spellman tiene un doble, siendo Katrina la doble de Sabrina. Tras pasar el tiempo, consigue salir de todas las peripecias que vive en el instituto, se gradúa e ingresa en una universidad de Boston, allí conocerá a otros personajes como Roxie King (Soleil Moon Frye) con la que Sabrina no tendrá muy buena relación al principio debido al carácter sombrío de Roxie quien no tolera para nada el buen humor y optimismo de Sabrina pero luego se hacen muy amigas. Aunque también está Miles, un universitario un tanto extraño y paranoico que vive obsesionado con los Ovnis, y Morgan, la supuesta veterana de la casa pero que muy pronto se descubre que es una loca de los cosméticos y un poco cabeza hueca. Y a Josh (David Lascher) que se convierte en su nuevo novio tras el instituto ya que Harvey supo que era una bruja y la dejó (aunque en el fondo aún sentía algo por ella). Al final de la serie, Sabrina finalmente vuelve a estar con Harvey, llegando a la conclusión que es el amor de su vida.

#### Chilling Adventures of Sabrina(2018-presente)

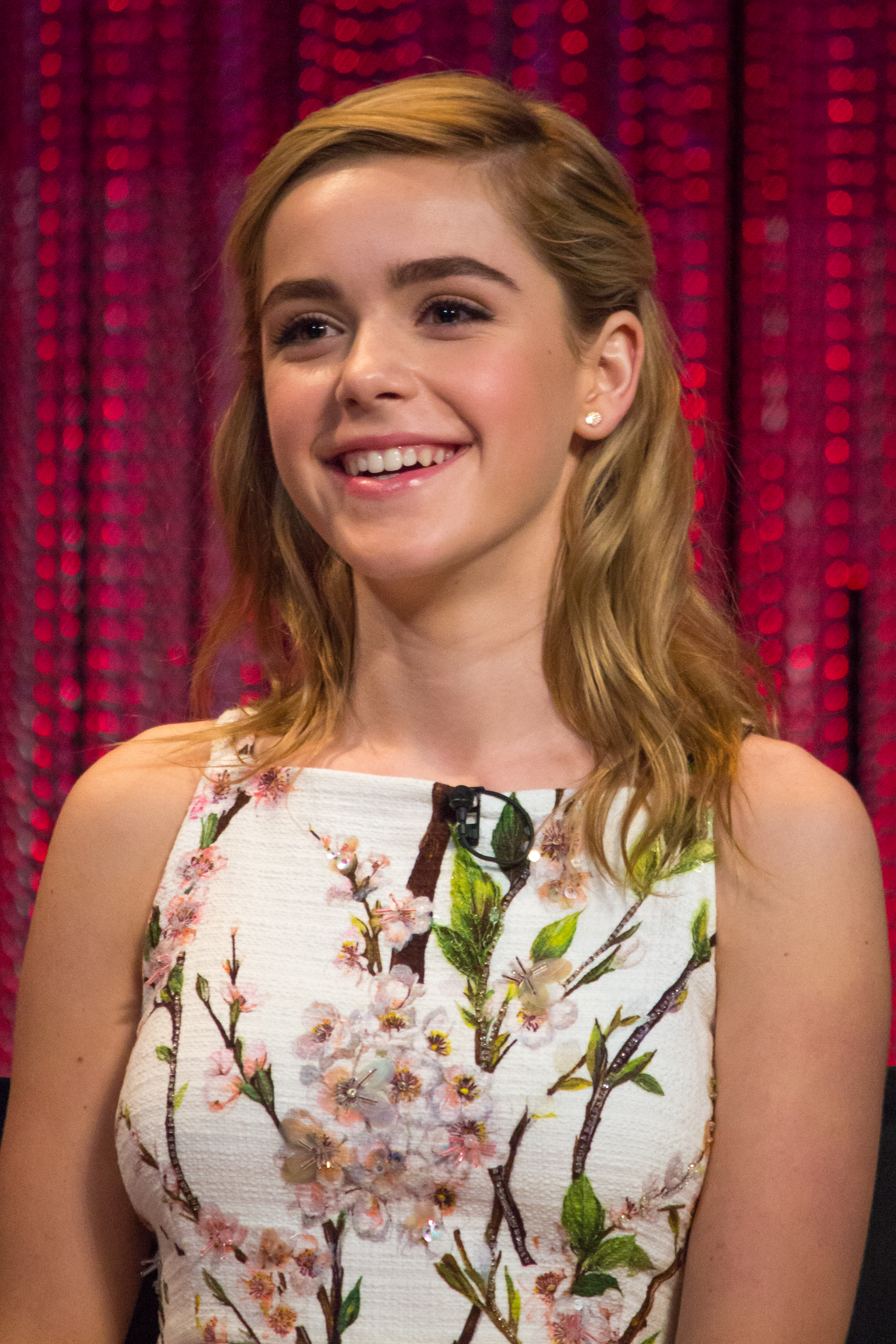
Kiernan Shipka, quien da vida a Sabrina en la versión de imagen real de 2018.

En septiembre de 2017 se anunció que Sabrina volvería a la televisión en forma de una nueva serie con actores reales que sería un spin-off para Riverdale de The CW. Antes de ese anuncio, hubo rumores de que Sabrina haría una aparición como personaje invitado en Riverdale, tal vez marcando el camino hacia su propia serie derivada. El 1 de diciembre de 2017 Deadline informó que la serie fue recogida por Netflix para ordenar dos temporadas y se estrenaría en algún momento en el marco temporal de 2018-2019. La adaptación sería una reimaginación del origen y las aventuras de Sabrina, la bruja adolescente, con una historia más oscura y atrevida como en la serie de cómics reciente Chilling Adventures of Sabrina. En enero de 2018 se anunció que Kiernan Shipka había firmado para desempeñar el papel principal de Sabrina Spellman. El 17 de enero de 2018 se anunció que todavía no hay planes para el proyecto crossover sin título de Sabrina con Riverdale. La primera temporada fue estrenada en Netflix el 26 de octubre de 2018, la segunda fue estrenada el  5 de abril de 2019, Y el 24 de enero de 2020 se estrenó la tercera parte.
La historia comienza días antes de que Sabrina cumpla 16 años en el pueblo Greendale, al igual que en la sitcom de 1996, Sabrina es mitad humana y mitad bruja teniendo que ser protegida por sus tías, Hilda y Zelda, su primo Ambrose y Salem, con la diferencia de que sus padres Edward Spellman (ex-sumo sacerdote de la Iglesia de la Noche) y Diana Spellman (una mortal) mueren en un accidente de avión misteriosamente. Además se aclara que su familia, ella y su aquelarre practican la religión del Satanismo.
La trama desarrolla los conflictos que tiene Sabrina por el lazo afectivo formado hacia sus amigas y su novio (Susie, Rosalind y Harvey respectivamente) que la ata al mundo mortal, porque al cumplir los 16 años debería renunciar a su doble vida ya que está prohibido por las reglas de las brujas asociarse con los humanos, debiendo unirse al camino de la noche mediante el "bautizo de sangre" para finalmente servir al Señor Oscuro, pero ella se niega a firmar "El libro de la bestia" para no perder su lazo con los humanos y su libre albedrío, teniendo que persuadir a los demás demonios y brujos para proteger a quienes ama, sin embargo Lilith quien asesinó y utilizó el cuerpo de Mary Wardwell (su profesora de historia) para manipularla, logró que Sabrina firmara después de invocar a "Las trece de Greendale" y "El ángel rojo de la muerte", quienes amenazaron las vidas de brujos y mortales del pueblo en señal de venganza.
En la segunda temporada Sabrina empieza una relación amorosa con Nicholas Scratch quien es un brujo que también asiste a la Academia de Artes Ocultas, después de que tanto Harvey como ella decidieran terminar su relación definitivamente por sus diferencias. En la misma temporada se revela que también es hija del Señor Oscuro lo que la convertiría en parte demonio, la tía Hilda alega que fue después de que Edward y Diane le pidieran un bebé al no poder concebirlo por su cuenta siendo engañados por él, Sabrina posteriormente se vería envuelta en diversos problemas que la llevarán a cumplir la profecía donde ella empieza el apocalipsis gracias a los poderes que satán le concede por ser su hija, en el final de la segunda temporada Lilith se le une para destruir a Satán sin embargo solo lograron aprisionarlo en el cuerpo de Nicholas, por lo que Lilith se proclama reina del infierno y promete cuidar de él.